# 金光会
金光会は、福岡県に本部を置いていた暴力団。2012年、解散した。

## 来歴
1993年11月、首領の金光哲男が五代目山口組の直参（二次団体首領）となった。

## 会長：金光哲男
1953年生。山口組系伊豆一家の最高幹部から1993年に山口組の直参となった。2005年8月における六代目山口組の発足と同時に総本部当番責任者の役に就任し、2008年の9月に至るまで同役を務めたのち、同年11月から慶弔委員に就任。総本部当番責任者の役は茶谷政一家の茶谷政雄総長に引き継がれた。